# Clémence Lhomme
 (novembre 2010).
Si vous disposez d'ouvrages ou d'articles de référence ou si vous connaissez des sites web de qualité traitant du thème abordé ici, merci de compléter l'article en donnant les références utiles à sa vérifiabilité et en les liant à la section « Notes et références ».
Clémence Lhomme est une auteure-compositrice-interprète française, née le 25 février 1965 à Suresnes.
Elle a été l'autrice-compositrice-interprète du duo Blues Trottoir, avant de faire une carrière solo.

## Biographie
Elle naît le 25 février 1965. Elle est la fille de l’actrice Irène Chabrier et du directeur de la photographie et réalisateur Pierre Lhomme.

### Blues Trottoir
En 1987, Clémence Lhomme, créatrice du duo Blues Trottoir, connaît le succès avec le titre Un soir de pluie. 
Blues Trottoir sort en 1989 son premier album Histoires courtes pour lequel Clémence Lhomme et Olivier Defays sont désignés artistes de l'année au Midem, tout comme Vanessa Paradis. Après une tournée de quatre ans, au début des années 1990, le duo se sépare à la suite de divergences avec EMI. Clémence et Olivier travailleront néanmoins ensemble sur tous ses albums solo.

### Carrière solo
En 1994, Clémence Lhomme sort un album homonyme avec la participation de Louis Bertignac pour le solo de guitare du single Tu tombes les larmes. L'album lui vaut une nomination aux Victoires de la musique. Elle sort en 1998 un nouvel album intitulé Ex-immortelle. En 1999, Clémence Lhomme écrit la chanson Je t'emmène où je t'aime pour le premier album de Calogero. Elle adapte plusieurs titres — Tu dis que tu m’aimes (How Deep is Your Love?) en 2001, Je t’ai dans la peau (Linger) en 2002, Ça me plaît (Steady Pull) en 2003, Back in the Circus en 2005 —, pour l'auteure-compositrice Jonatha Brooke et Je t’emmène où je t’aime pour Calogero.
En 2008, Clémence Lhomme rencontre le compositeur japonais Yamori Kota et commence à écrire des chansons avec lui. Ils enregistrent une demi-douzaine de titres inédits à Tokyo. Yamori Kota réalise un arrangement personnel du titre Un soir de pluie, dont le texte est adapté en japonais par Takako Hasegawa.
En 2015, Clémence propose à Hubert Mounier de réaliser son portrait pour un court métrage. Ils tournent en novembre la première partie, mais l'artiste meurt le 2 mai 2016 et la deuxième partie du film ne se fera pas.
Dans son spectacle, Voix de femmes, joué en avril 2016, Art Mengo revisite entre autres certaines des chansons de Clémence Lhomme. 
En 2016, elle reforme le groupe Blues Trottoir avec Olivier Defays. Cette annonce est faite lors du passage du duo dans l'émission Les Années bonheur du samedi 7 mai 2016.
Elle a deux enfants.

## Discographie

### Albums
1989 : Histoires courtes (avec Blues Trottoir)
- Costard (Lhomme/Franck Langolff)
- Lilly et Bill (Lhomme/Olivier Defays)
- Chicago kid (Lhomme)
- Mr Jones vit à Paris (Lhomme Jean-Marie/Clémence/Defays)
- Un soir de pluie (Lhomme/Jacques Davidovici)
- Cyborg (Lhomme)
- La gosse (Lhomme/Pierre Papadiamandis)
- Absence  (Lhomme)
- 24 jours explosifs (Lhomme/Defays)
- Poker (Lhomme/Jean-Michel Toulon)
- J'suis snob (Boris Vian)

1994 : Clémence Lhomme
- Tu tombes les larmes (Lhomme/Louis Bertignac)
- Amours sanglantes (Lhomme)
- Dude (Lhomme)
- Pt'ite sœur (Quincy Jones/ adapt Lhomme)
- En cas d'impolitesse (Lhomme/Defays)
- Losin' you (Lhomme)
- Pigeon vole (Patrice Guirao/Art Mengo)
- Histoire pour toi (Lhomme)
- Quitte là (Lhomme/Raphaelli)
- Corto (Lhomme)
- Last tango (Gato Barbieri/ adapt Lhomme)
- Détour (Lhomme)
- Saint-Clément (Lhomme)

1998 : Ex-immortelle
- Dis-moi (Patrice Guirao)/Art Mengo)
- Dans les étoiles (Lhomme/Pascal Obispo)
- Ex-immortelle (Lhomme)
- Absence (Lhomme)
- Dormir tranquille (Lhomme)
- Comme je t'attends (Lhomme)
- Le temps des assassines (Lhomme/Pascal Obispo)
- La vieille fille (Patrice Guirao/Art Mengo)
- Solitude (Lhomme)
- Pars (Lhomme)